# District de Die
Le district de Die est une ancienne division territoriale française du département de la Drôme de 1790 à 1795.
Il était composé des cantons de Die, la Chapelle, Chatillon, Luc, Lus, la Motte, Pontaix, Saint Julien en Quint, Saint Nazaireet Valdrôme.